# Lasva kommun
Lasva vald är en kommun i Estland.   Den ligger i landskapet Võrumaa, i den sydöstra delen av landet, 230 km sydost om huvudstaden Tallinn. Antalet invånare är 1 773. Arean är 172 kvadratkilometer.
Terrängen i Lasva vald är platt.
Följande samhällen finns i Lasva vald:
- Lasva
- Kääpa
- Tsolgo
- Otsa